# Rubus muhelicus
Rubus muhelicus är en rosväxtart som beskrevs av Danner. Rubus muhelicus ingår i släktet rubusar, och familjen rosväxter. Inga underarter finns listade i Catalogue of Life.